# Kültürpark Cup 2011
Il Kültürpark Cup 2011 è stato un torneo professionistico di tennis femminile giocato sul cemento. È un torneo che fa parte dell'ITF Women's Circuit nell'ambito dell'ITF Women's Circuit 2011. Si è giocato a Smirne in Turchia dal 16 al 21 maggio 2011.

## Partecipanti

### Teste di serie
| Nazionalità | Giocatrice       | Ranking* | Testa di serie |
| ----------- | ---------------- | -------- | -------------- |
| Georgia     | Sofia Shapatava  | 274      | 1              |
| Regno Unito | Naomi Broady     | 283      | 2              |
| Regno Unito | Lisa Whybourn    | 292      | 3              |
| Georgia     | Tatia Mikadze    | 306      | 4              |
| Austria     | Nikola Hofmanová | 326      | 5              |
| Turchia     | Pemra Özgen      | 333      | 6              |
| Regno Unito | Tara Moore       | 339      | 7              |
| Ucraina     | Anna Piven       | 360      | 8              |

- Ranking al 9 maggio 2011.

### Altre partecipanti
Giocatrici che hanno ricevuto una wild card:
- Büşra Kayrun
- Janine Koleta
- Melis Sezer
- Lyutfiya Velieva

Giocatrici che sono passate dalle qualificazioni:
- Ani Amiraghyan
- Yanina Darishina
- Diana Isaeva
- Lіdzіja Marozava
- Valeria Patiuk
- Oleksandra Piskun
- Sachia Vickery
- Sandra Zaniewska

## Campionesse

### Singolare
Mihaela Buzărnescu ha battuto in finale  Naomi Broady con il punteggio di 7–5, 6–4

### Doppio
Naomi Broady /  Lisa Whybourn hanno battuto in finale  Mihaela Buzărnescu /  Tereza Mrdeža con il punteggio di 3–6, 7–6(4), [10–7]